# Ильинское (деревня, городской округ Домодедово)
Ильинское — деревня в городском округе Домодедово Московской области России.
Расположена у западных окраин города Домодедово, в 7 км к юго-западу от его микрорайона Востряково.

## История
До 1923 года деревня была центром Ильинского сельсовета. С 1923 до 1960 гг. входила в Судаковский сельсовет, переименованный 20 августа 1960 года в Одинцовский сельсовет после переноса центра из деревни Судаково в центральную усадьбу совхоза «Одинцово-Вахромеево». С 1960 до 1994 гг. деревня входила в Одинцовский сельсовет, с 1994 до 2007 гг. — в Одинцовский сельский округ Домодедовского района.

## Население
| 2010 |
| ---- |
| 1349 |